# Ősiség

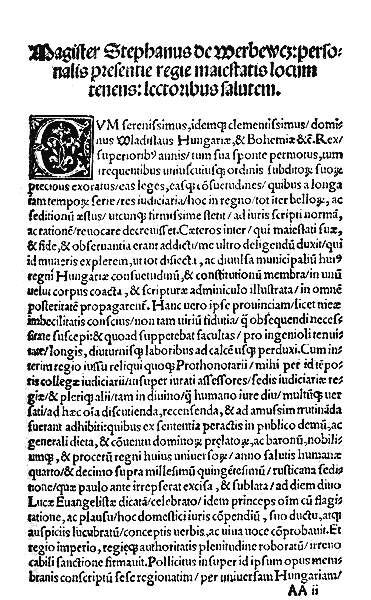
Werbőczy előszava a Tripartitum első kiadásához

Az ősiség (latin aviticitas, ius aviticum) az 1848 előtti magyar jogban a nemesi birtok öröklési és elidegenítési szabályrendszere volt. Egyenesági fiúörökös hiányában a rokonság, a nemzetség örökösödését biztosította a való visszaháramlással szemben, és érvénytelennek tekintette a hatálya alá eső – öröklött – birtok eladását, eladományozását vagy örökül hagyását. Nem vonatkozott az örökhagyó által nem örökléssel vagy osztállyal szerzett birtokra. A törvényt kis- és nagybirtokosi nyomásra I. Lajos magyar király hirdette ki 1351. december 11-én.
A család kihalása esetén a közös nemzetségi ős, más családbeli leszármazottai örökölték az elhaltak vagyonát. Ha nem ezt az utat követték, az örökös jogú rokon ill. leszármazottai - a jogosultság el nem évülése miatt - évszázad múlva is visszaperelhették. Az ősi birtokra nem lehetett adósságot fölvenni, 32 évnél tovább zálogban tartani. A 19. sz. napóleoni háborúkat követő gazdasági életben az ősiség a hitelezés fő akadálya lett. 

## Előzményei
Nincsenek közvetlen adataink a honfoglaláskori törzsi–nemzetségi szervezet birtokviszonyairól, de a levirátus és a szeniorátus intézménye alapján sejthetjük, hogy a nemzetségek alcsoportjai, a nagycsaládok vagyonközösségben éltek. A vagyon fő haszonélvezője a családfő volt, azt azonban nem idegeníthette el, nem oszthatta fel egészen addig, amíg a család gyarapodása vagy egyéb ok a nagycsaládot szétválásra, „osztályra” nem kényszerítette. Ilyenkor a két új nagycsalád megosztozott a vagyonon.
Szent István törvényei megkülönböztették az ún. saját tulajdont a királyi adománytól. Az előbbi nyilván a régebbi nemzetségi–nagycsaládi birtokot jelentette. Egy évszázaddal később Könyves Kálmán törvényei viszont a birtokokat úgy különböztették meg, hogy azokat valaki Istvántól kapta, vagy azután. Azaz a Szent István-i adományokat nyilvánvalóan egyenértékűnek tekintette az ősi nemzetségi birtokkal és csak a későbbieket tekintette adománybirtoknak. A kétféle birtoknak mások voltak az öröklési szabályai. Az adománybirtokot csak a fiak, testvérek és a testvérek fiai örökölhették, egyébként visszaszálltak a királyra, míg a nemzetségi birtokot az egész rokonság, azaz a nemzetség.
Ezután hosszú ideig az István kori birtokrendezés vált a birtokviszonyok alapjává, a később szerzett birtokkal a tulajdonosa szabadon rendelkezhetett. Az 1222-ben II. András által kiadott Aranybulla a magyar nemességbe ekkor beemelt királyi szerviensek számára is biztosította a jogot, hogy a királyra való visszaháramlás helyett birtokaikkal szabadon rendelkezzenek és azt rokonaikra hagyhassák.

## Az ősiség kiteljesítése
Nagy Lajos 1351. évi törvénye – az ősiség törvénye – átírta és megerősítette az 1222. évi Aranybullát, az ősiségi cikkely kivételével, amely helyett éppenséggel megtiltotta a szabad rendelkezést minden ősi birtok felett, és a nemzetség által örökölni rendelte azt. Csak az a birtok nem számított ősinek, amit az örökhagyó maga szerzett, kapott adományba, vagy vásárolt.
Az ősi és a szerzeményi vagyon között fennálló nagy jogi különbséget Werbőczy 1848-ig érvényes következő tana fejezi ki (I. 57.):

„Tudni kell pedig, hogy mindenik zászlós országnagy úr és nemes birtokos ember, kinek fiai és leányai vannak, ezeknek minden beleegyezése nélkül, sőt akaratjok ellen is, tulajdon szolgálatai által szerzett és nyert vagy saját pénzével vásárolt és vett javai, jószágai és birtoki jogai iránt és felől életében szabadon, mint tetszik, rendelkezhetik s ezeknek elidegenítésére is teljes hatalommal bir, a fiaknak és leányoknak ellenmondása, tiltakozása vagy bármely más ellenkezése ellent nem állván.”

Ellenben:

„az ősi jószágokról és birtoki jogokról azonban az atya fiainak v. akár leányainak, ha azok a leányágat is illetik, sérelmével úgyszintén az atyafi atyafiának sérelmével az atyai v. ősi jószágokról és birtoki jogokról a fiak és leányok v. atyafiak megegyezése nélkül, ezen jószágoknak elidegenítésére és eladására nézve semmi bevallást helyes ok nélkül nem tehet. Mi, ha történnék is, minden erő nélkülinek tekintetik.”

Hívatva voltak pedig az örökösödésre: elsősorban a lemenők, és pedig a jogegyenlőség (aequalitas juris) esetében nemre való tekintet nélkül, jogegyenlőtlenség esetében vagy az úgynevezett fiúági javaknál csak a férfi lemenők. Ilyenek nem létében a szabály az volt, hogy a vagyon oda szállt vissza, ahonnan származott, tehát a felmenőkre (ascendentes) és ezeknek jogközösségben levő utódaikra, vagyis az örökhagyó oldalrokonaira (collaterales). Nevezetesen: az atya utáni vagyon visszaszállt az atyára, s ha ő már nem élt, az ő utódaira; az anya után maradt vagyon az anyára, illetve az ő utódaira. A közelebbi rokon kizárta a távolabbit; tehát az atya kizárta a maga testvéreit; ő kizárták a nagyatyát stb. A felmenők fejenkint (per capita), az oldalrokonok törzsenkint örökösödtek (per stirpes). Ha sem az atya, illetőleg az anya, sem ezeknek oldalrokonai nem léteztek, az örökség a jogközösségben levő nagyatyára, illetőleg nagyanyára vagy az oldalrokonaikra szállott stb. A birtokos, valamint halál esetére a jogközösségben levő rokonok örökjogát nem érinthette, úgy élők között kötött jogügyleteiben is ez örökjogra való tekintettel nagy mértékben korlátozva volt. Az ősi birtok elidegenítésének a jogközösségben levők sérelem címén (ex praejudicio) megerőtlenítését, felbontását (invalidatio) követelhették; kivéve, ha az elidegenítés szükséges (necessaria) vagy okszerű (rationabilis) volt. A jogközösségben levők továbbá a megengedett elidegenítésre vonatkozólag is elővételi joggal birtak, és pedig vagy a megkinálási jog (praemonitio), vagy a megintési jog (admonitio) alakjában, amelynek megsértése miatt az elidegenítés felbontását követelhették (l. Örökvallás). Ez az elővételi jog őket a birtok elzálogosítása esetében is megillette. Figyelmen kivűl hagyása miatt a zálog átruházásával (transvestitio pignoris) követelhették. Felpénz (auctio) felvétele mellett új zálogéveknek lekötése esetében az elővételi jog szintén állott, nemkülönben akkor is, ha haszonbér színe alatt tényleg elzálogosítás történt. Szabad rendelkezési joga e megszorítások folytán a birtokosnak csak akkor volt, ha senki sem létezett, aki az ősi vagyonra jogközösség alapján örökjoggal bírt.

## Az ősiség eltörlése Magyarországon

### Előzményei
Az 1848. évi XV. törvénycikk már rendelkezett ugyan az ősiség eltörléséről, azonban az adományrendszer megszüntetése kimaradt ebből a törvényből, ezért a kötött birtokrendszer nem szűnt meg teljesen. 

A korszellemmel éles ellentétbe került ősiséget az 1848. évi XV. törvénycikk elvileg eltörölte. A törvény azonban csak deklarálta az eltörlést és a "minisztériumot"  bízta meg azzal, hogy az ősiség teljes és tökéletes eltörlésének alapján dolgozza ki a polgári törvénykönyv tervezetét, és terjessze azt a legközelebbi országgyűlés elé. 

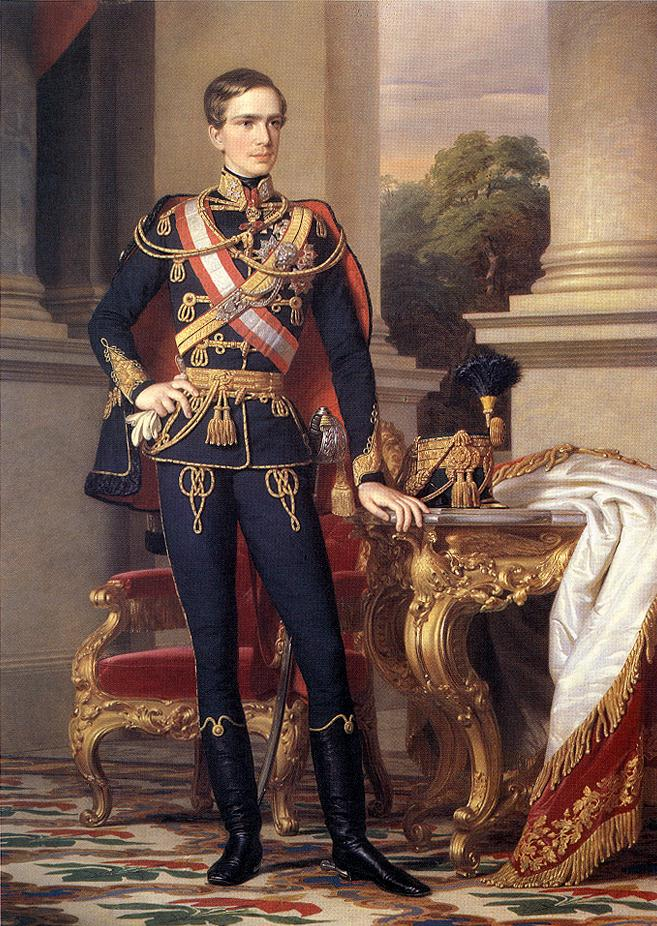
Barabás Miklós: I. Ferenc József magyar király portréja (1853)

### Kiadása és főbb rendelkezései
Mivel a forradalom és szabadságharc megakadályozták az ősiség tényleges megszüntetését, Ferenc József császár 1852. november 29-én pátenst adott ki (ősiségi nyílt parancs). Ebben – az ősiség intézményének 1848-ban hatályba léptetett eltörléséhez kapcsolódóan – eltörölte a nádori adományrendszert, a királyi kincstárnak magszakadás és hűtlenség címén való utódlását és a földesúr és jobbágy közötti öröklésjog rendszerét.

### Következményei
A császári nyílt parancs alapján vagyon tekintetében sem a férfi és nő közötti különbség, sem az élők közötti vagyonátruházásban, sem az öröklésben nem érvényesült tovább. A családi hitbizományok érvényben maradtak. A pátens végérvényesen eltörölte az ősiséget, az ősiségre hivatkozva ezért nem lehetett többé pert indítani. 

Az országbírói értekezlet az ősiségi pátensnek csakis az öröklésre vonatkozó rendelkezéseit szüntette meg, azok helyébe a magyar öröklési elvekkel megegyező, azonban szintén az ősiség eltörléséről szóló 1848. évi törvénycikkhez igazított szabályozást léptetett életbe.

Az ősiségi pátens kiadása – jogi szempontból – az osztrák polgári törvénykönyvnek Magyarországra és Erdélyre való kiterjesztését jelentette. 